# Церква Успіння Пресвятої Богородиці (Дзвиняч)
Церква Успіння Пресвятої Богородиці в Дзвинячі — парафія і храм Заліщицького благочиння Тернопільської єпархії Православної церкви України в селі Дзвиняч Чортківського району Тернопільської области.
Оголошена пам'яткою архітектури місцевого значення (охоронний номер 510).

## Історія церкви
Храм Успіння Пресвятої Богородиці, заснований Антоном Ханановським у 1791 році, був збудований у центрі села у формі костелу. Однак, оскільки поляків у селі було менше, ніж українців, пан Вартанович вирішив передати споруду греко-католицькій громаді.
Мешканці села збирали кошти, щоб завершити будівництво та найняти малярів для оздоблення храму.
Вартанович збудував ще один будинок під костел, який під час Другої світової війни був розгромлений, а за радянської влади — перетворений на соляний склад, що спричинило його руйнування.
За переказами старожилів, у селі існували три храмові споруди. Перша — невелика дерев'яна церква, на місці якої нині встановлено хрест, де щороку проводять відпуст і освячують воду. Другий храм знаходився на подвір'ї Романа Мартинчука, а третій — це сучасна церква.

## Парохи
- о. Василь Вирозуб.